# Prepona demophile
Prepona demophile är en fjärilsart som beskrevs av Felder 1866. Prepona demophile ingår i släktet Prepona och familjen praktfjärilar. Inga underarter finns listade i Catalogue of Life.